# Platyptilia
Platyptilia är ett släkte av fjärilar som beskrevs av Jacob Hübner 1825. Platyptilia ingår i familjen fjädermott.

## Bildgalleri

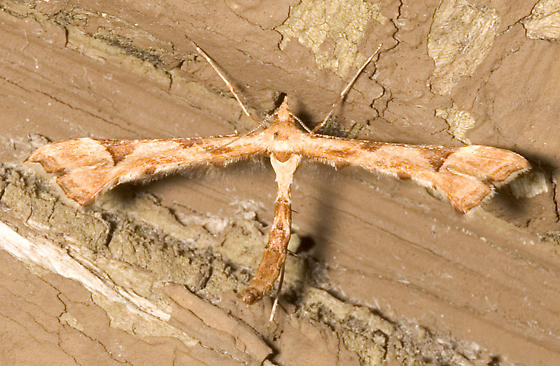
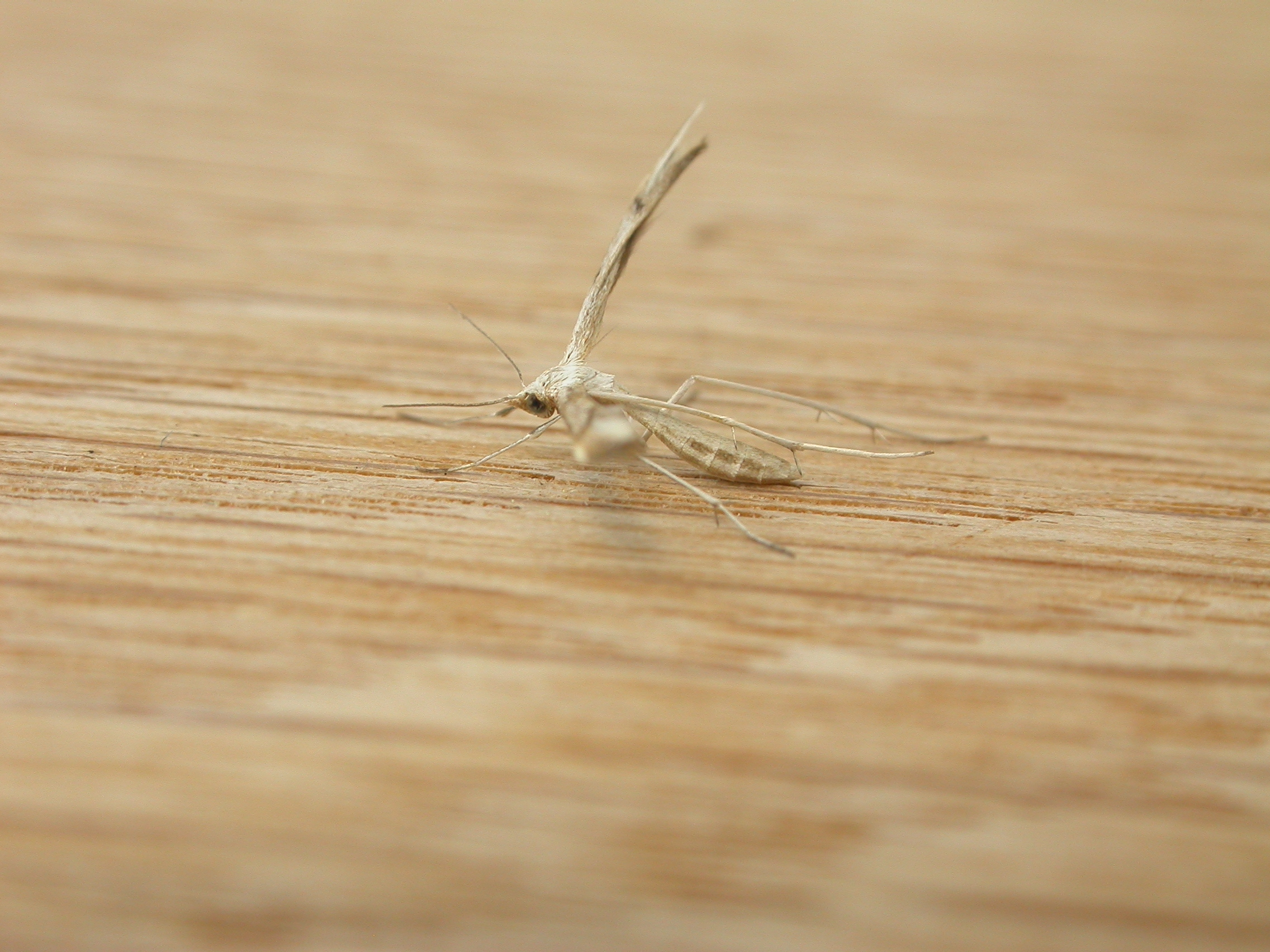
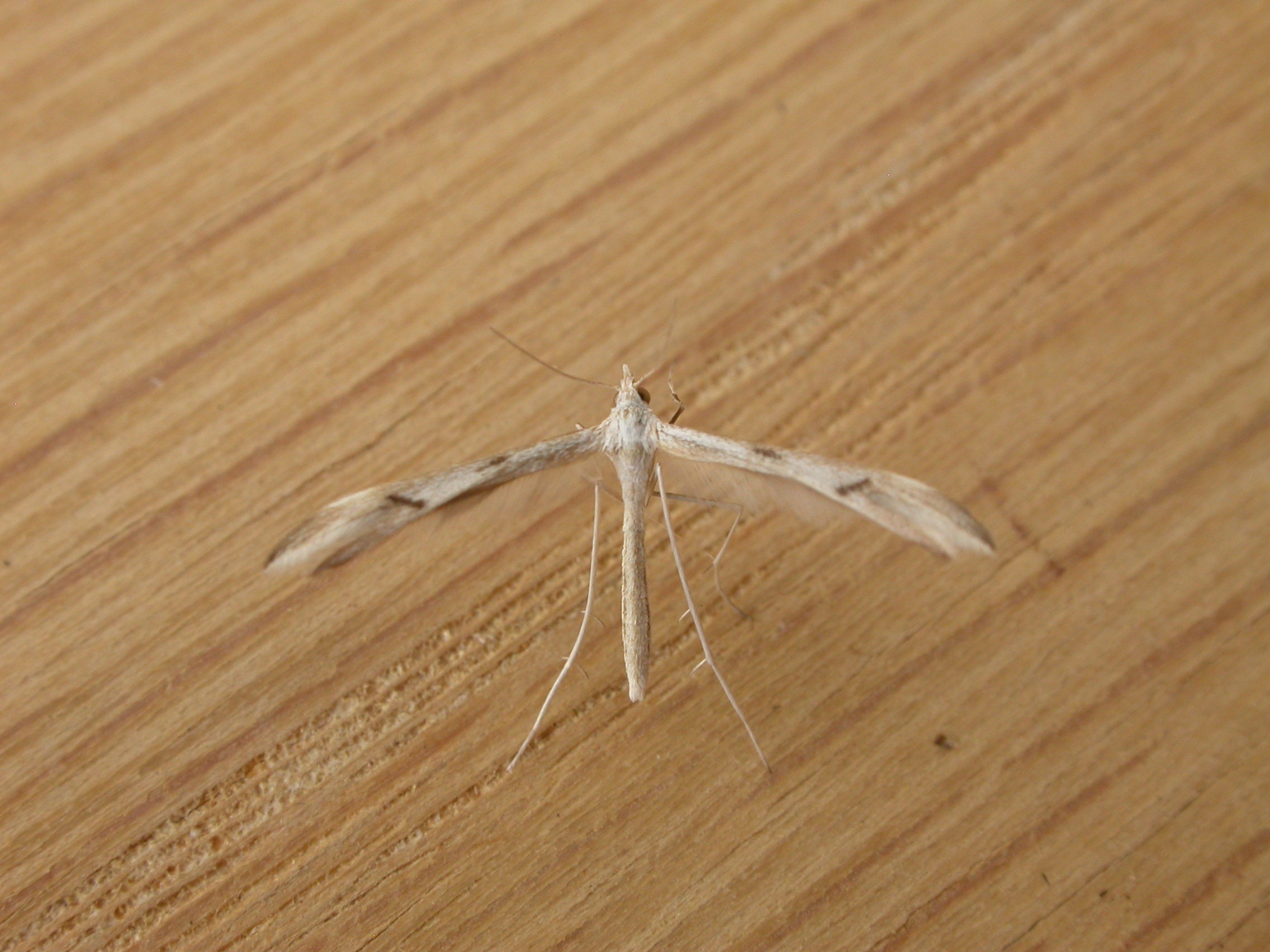
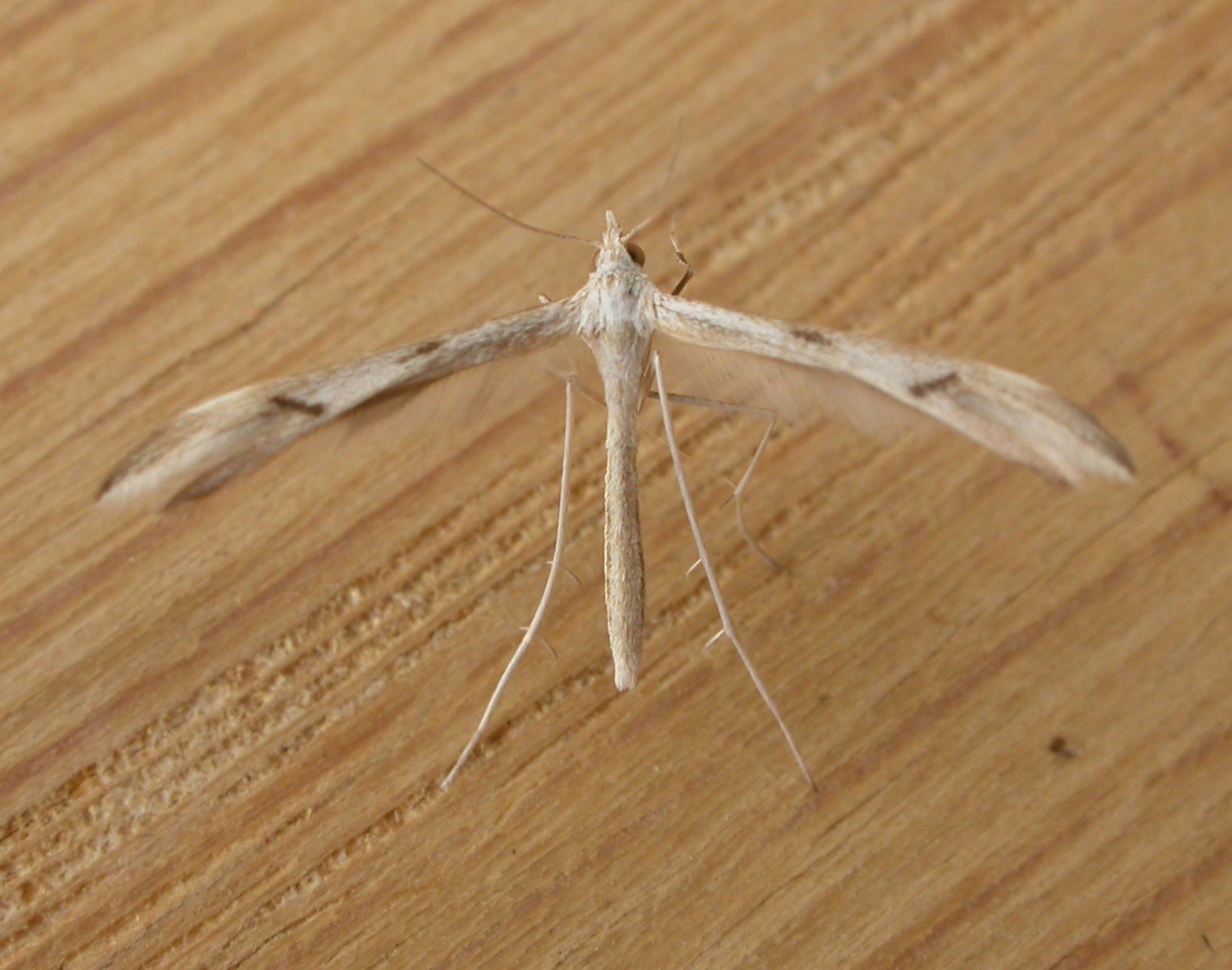

## Dottertaxa tillPlatyptilia, i alfabetisk ordning[1][2]
- Platyptilia adusta
- Platyptilia aeclodes
- Platyptilia aestiva
- Platyptilia africae
- Platyptilia ainonis
- Platyptilia albertae
- Platyptilia albescens
- Platyptilia albicans
- Platyptilia albidior
- Platyptilia albipunctella
- Platyptilia albisignatula
- Platyptilia alexandri
- Platyptilia amblysectis
- Platyptilia amphiloga
- Platyptilia archimedon
- Platyptilia ardua
- Platyptilia armeniaca
- Platyptilia arsenica
- Platyptilia atrodactyla
- Platyptilia bella
- Platyptilia benitensis
- Platyptilia bertrami
- Platyptilia bischoffi
- Platyptilia boaniaca
- Platyptilia borbonica
- Platyptilia borgmanmi
- Platyptilia brevirostris
- Platyptilia brunnea
- Platyptilia brunneodactyla
- Platyptilia bullifera
- Platyptilia cacaliae
- Platyptilia cahlcogastra
- Platyptilia calamicola
- Platyptilia calodactyla
- Platyptilia campsiptera
- Platyptilia canus
- Platyptilia carduidactyla
- Platyptilia carvinidactylus
- Platyptilia catharodactyla
- Platyptilia censoria
- Platyptilia centralis
- Platyptilia chapmani
- Platyptilia charadrias
- Platyptilia chondrodactyla
- Platyptilia citropleura
- Platyptilia clara
- Platyptilia claripicta
- Platyptilia comstocki
- Platyptilia corniculata
- Platyptilia cretalis
- Platyptilia daemonica
- Platyptilia davisi
- Platyptilia dejecta
- Platyptilia deprivatilis
- Platyptilia dichrodactylus
- Platyptilia dimorpha
- Platyptilia diptera
- Platyptilia direptalis
- Platyptilia donatella
- Platyptilia doronicella
- Platyptilia dotina
- Platyptilia dschambiya
- Platyptilia emissalis
- Platyptilia empedota
- Platyptilia enargota
- Platyptilia epidelta
- Platyptilia epotis
- Platyptilia eques
- Platyptilia euctimena
- Platyptilia euridactyla
- Platyptilia exaltatus
- Platyptilia falcstalis
- Platyptilia farfarellus
- Platyptilia ferruginea
- Platyptilia fischeri
- Platyptilia foculella
- Platyptilia forcipata
- Platyptilia fulva
- Platyptilia fuscus
- Platyptilia gentiliae
- Platyptilia gonodactyla
- Platyptilia grafii
- Platyptilia gravior
- Platyptilia haasti
- Platyptilia haemogastra
- Platyptilia hedemanni
- Platyptilia heliastis
- Platyptilia hesperis
- Platyptilia hibernica
- Platyptilia hokowhitalis
- Platyptilia humida
- Platyptilia hypsipora
- Platyptilia iberica
- Platyptilia ignifera
- Platyptilia illustris
- Platyptilia implacata
- Platyptilia inanis
- Platyptilia infesta
- Platyptilia intermedia
- Platyptilia interpres
- Platyptilia irakella
- Platyptilia isocrates
- Platyptilia isodactyla
- Platyptilia isoterma
- Platyptilia jezoensis
- Platyptilia johnstoni
- Platyptilia kershneri
- Platyptilia kliensis
- Platyptilia legrandi
- Platyptilia leucorrhyncha
- Platyptilia lithoxestus
- Platyptilia locharcha
- Platyptilia lusi
- Platyptilia macrodactyla
- Platyptilia macrornis
- Platyptilia maligna
- Platyptilia manchurica
- Platyptilia marginidacylus
- Platyptilia megadactyla
- Platyptilia melanoschista
- Platyptilia melitroctis
- Platyptilia moerens
- Platyptilia molopias
- Platyptilia monophaea
- Platyptilia montana
- Platyptilia naminga
- Platyptilia nebulaedactylus
- Platyptilia nemoralis
- Platyptilia nevadensis
- Platyptilia nigroapicalis
- Platyptilia obscura
- Platyptilia ochrodactyla
- Platyptilia odiosa
- Platyptilia omissalis
- Platyptilia onias
- Platyptilia pallida
- Platyptilia pallidactyla
- Platyptilia pallidaobsoleta
- Platyptilia pallidiola
- Platyptilia pallidus
- Platyptilia patriarcha
- Platyptilia pentheres
- Platyptilia percnodactyla
- Platyptilia periacta
- Platyptilia petila
- Platyptilia petradactyla
- Platyptilia philorectis
- Platyptilia picta
- Platyptilia postbarbata
- Platyptilia postica
- Platyptilia profunda
- Platyptilia proterischna
- Platyptilia pygmaeana
- Platyptilia pyrrhina
- Platyptilia repletalis
- Platyptilia resoluta
- Platyptilia rhusiodactyla
- Platyptilia rhyncholoba
- Platyptilia sabia
- Platyptilia sachalinensis
- Platyptilia saeva
- Platyptilia saracenica
- Platyptilia sardinialis
- Platyptilia sciophaea
- Platyptilia scotica
- Platyptilia scutata
- Platyptilia scutellaris
- Platyptilia sedata
- Platyptilia semnocharis
- Platyptilia semnopis
- Platyptilia shirozui
- Platyptilia sinuosa
- Platyptilia sordipennis
- Platyptilia spiculivalva
- Platyptilia stenoptiloides
- Platyptilia stigmatica
- Platyptilia strictiformis
- Platyptilia suigensis
- Platyptilia superscandens
- Platyptilia taniadactylus
- Platyptilia teleacma
- Platyptilia tesseradactyla
- Platyptilia thiosoma
- Platyptilia thrasydoxa
- Platyptilia thyellopa
- Platyptilia toxochorda
- Platyptilia trigonodactyla
- Platyptilia triphracta
- Platyptilia tshukotka
- Platyptilia typicaobsoleta
- Platyptilia umbrigeralis
- Platyptilia washburnensis
- Platyptilia vesta
- Platyptilia vigens
- Platyptilia vilema
- Platyptilia williamsii
- Platyptilia virilis
- Platyptilia zavattarii
- Platyptilia zetterstedtii